# Inges Idee

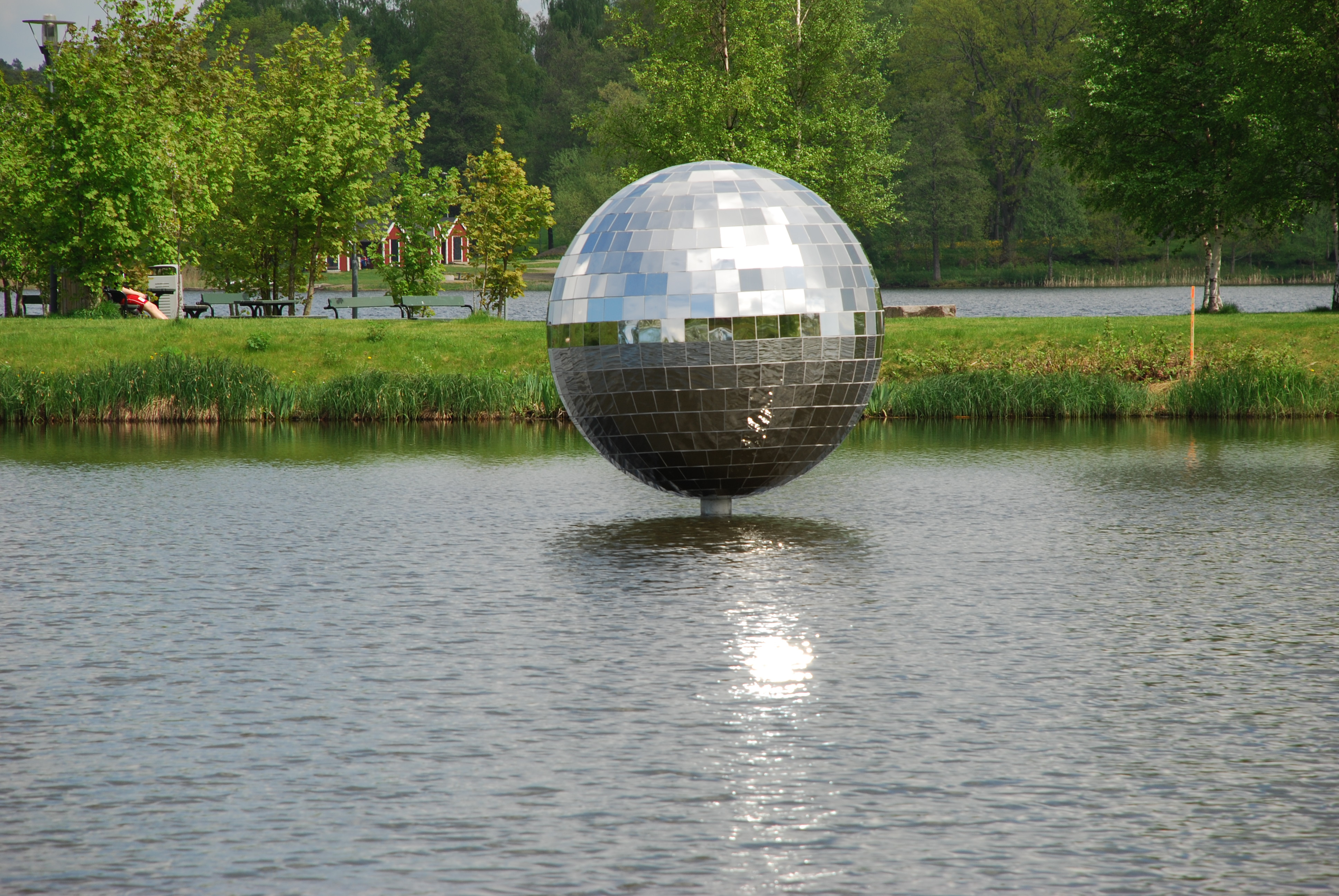
Diskokugel, Växjö (Schweden)

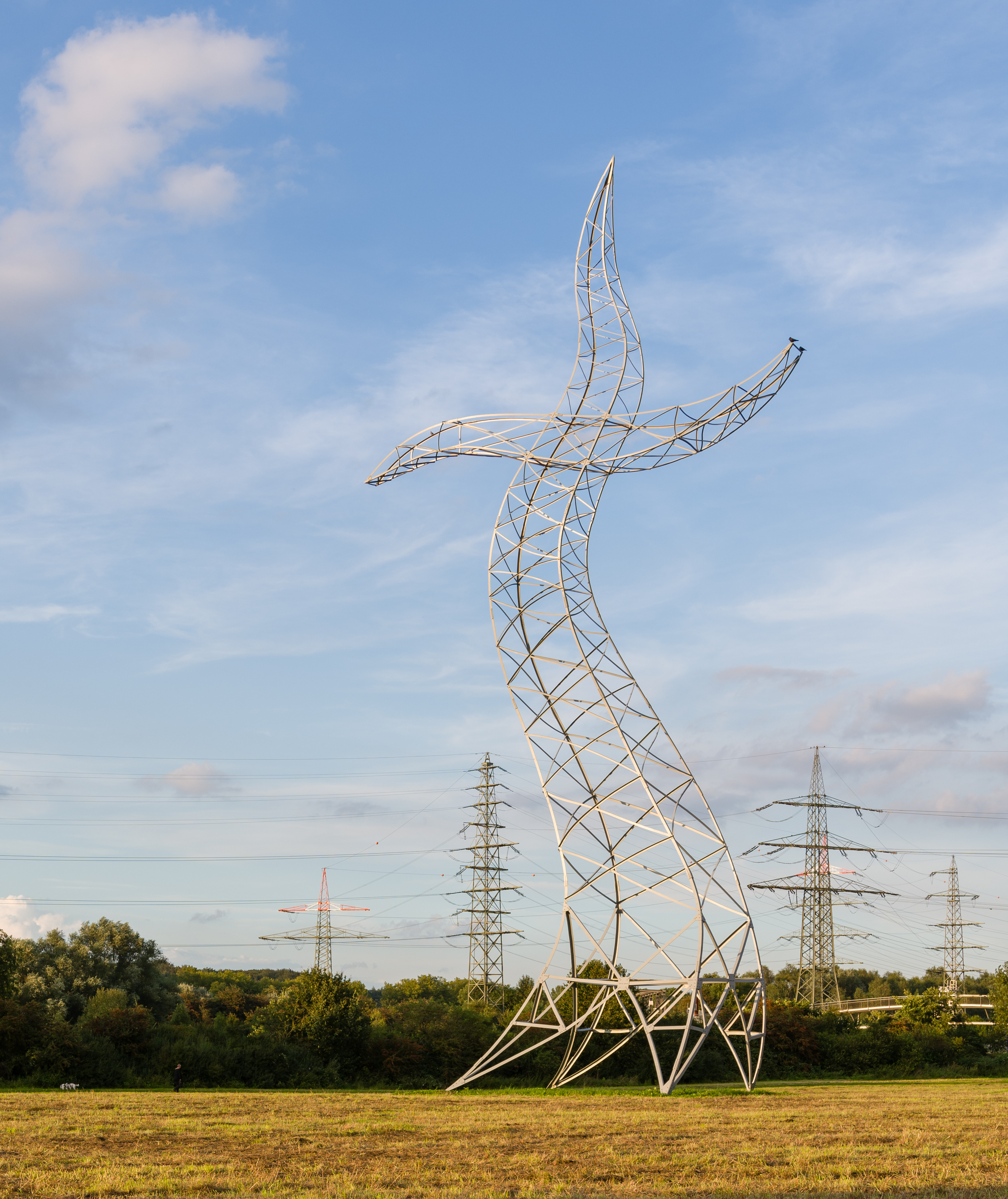
Zauberlehrling (2014), Oberhausen

Inges Idee ist eine Berliner Künstlergruppe, die sich mit Kunst im öffentlichen Raum beschäftigt. Sie besteht seit 1992. Ihre vier Mitglieder sind Hans Hemmert, Axel Lieber, Thomas A. Schmidt und Georg Zey. Hans Hemmert lebt und arbeitet in Berlin. Axel Lieber lebt und arbeitet in Malmö und Berlin. Thomas A. Schmidt lebt und arbeitet in Köln, Mainz sowie Berlin. Georg Zey lebt und arbeitet in Berlin. Neben dem Arbeiten in der Gruppe sind alle Mitglieder in ihrer individuellen künstlerischen Praxis aktiv.

## Werkauswahl

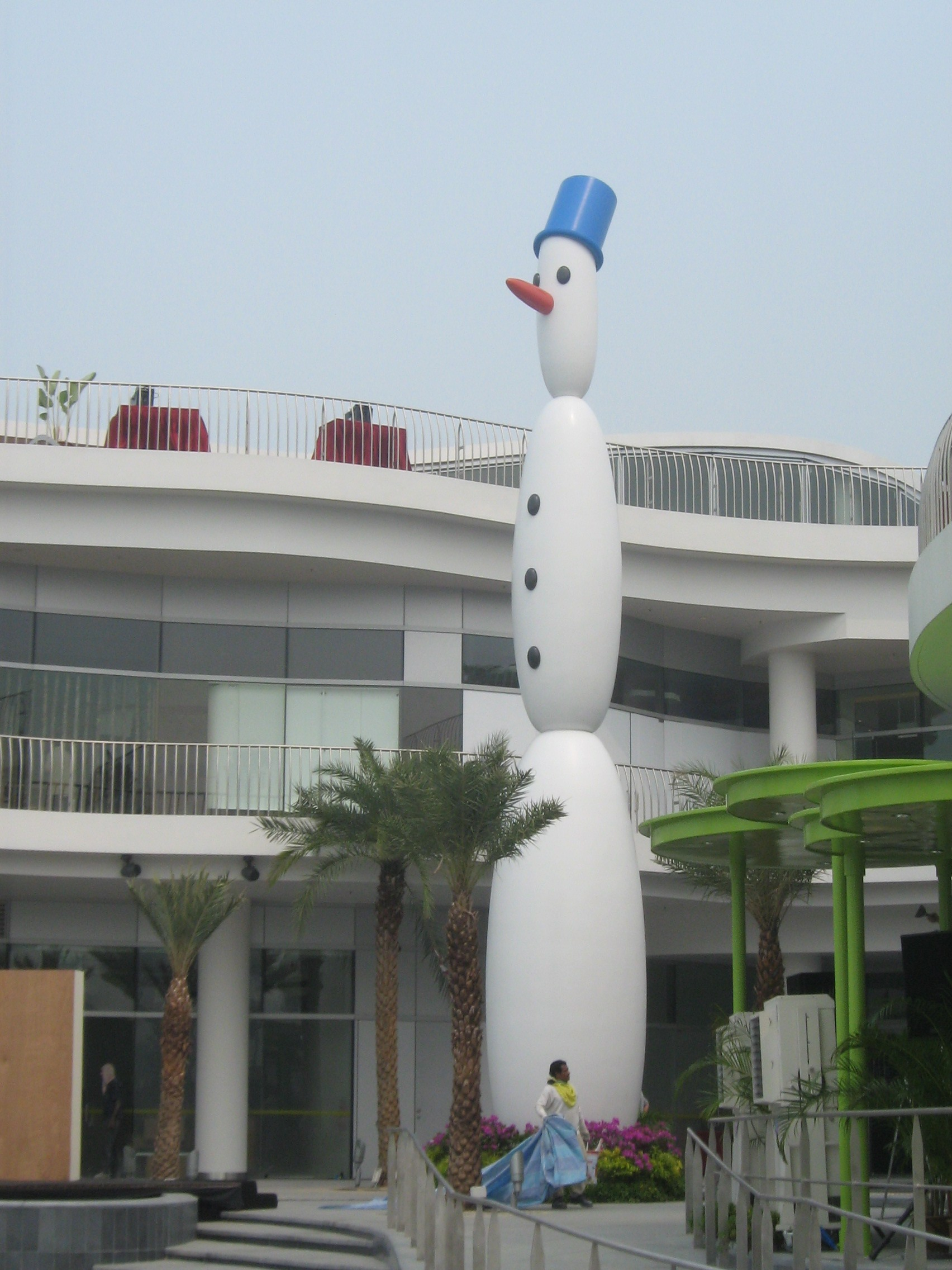
Snowman in Vivocity

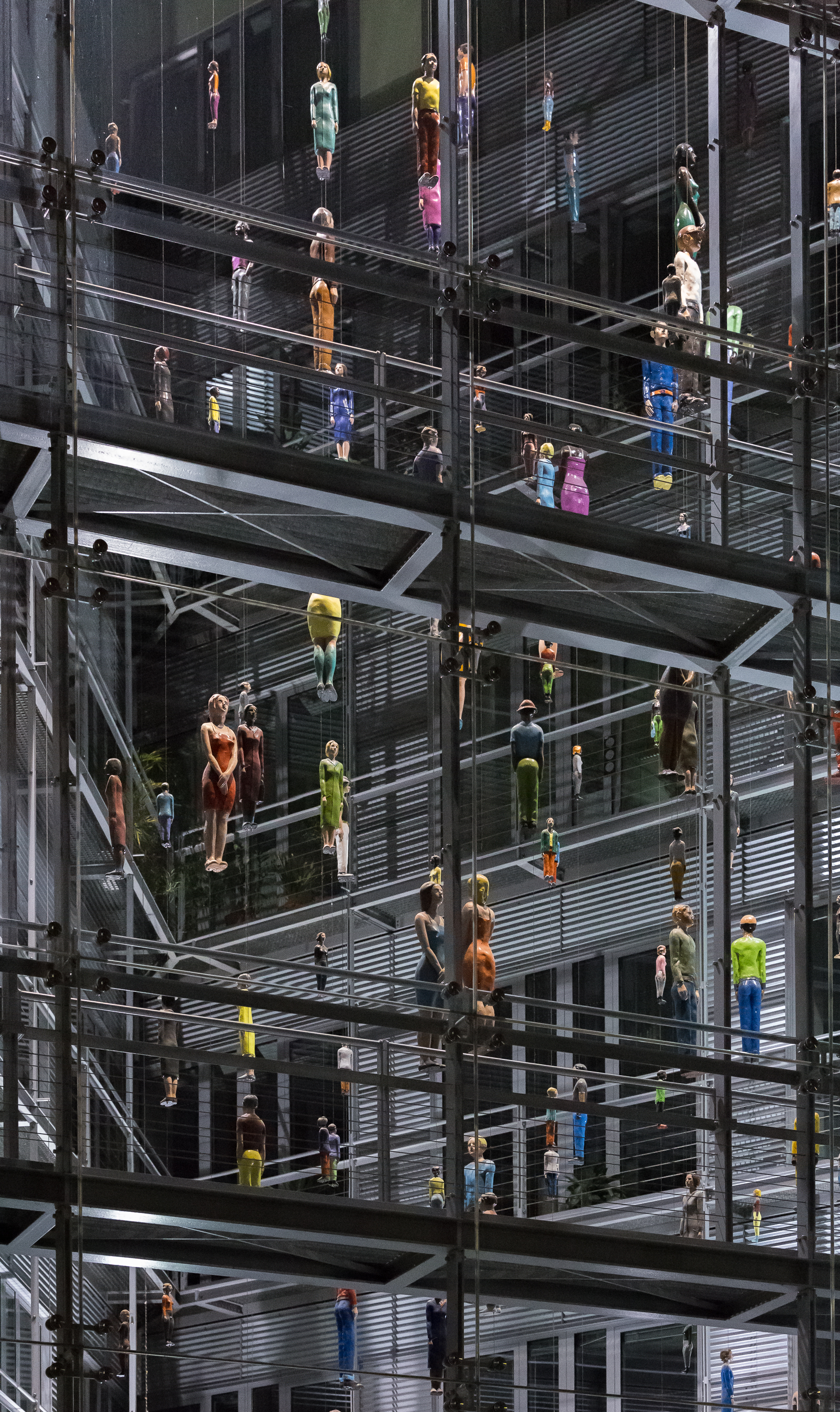
Die Installation „Menschen“ für die Berliner Verkehrsbetriebe

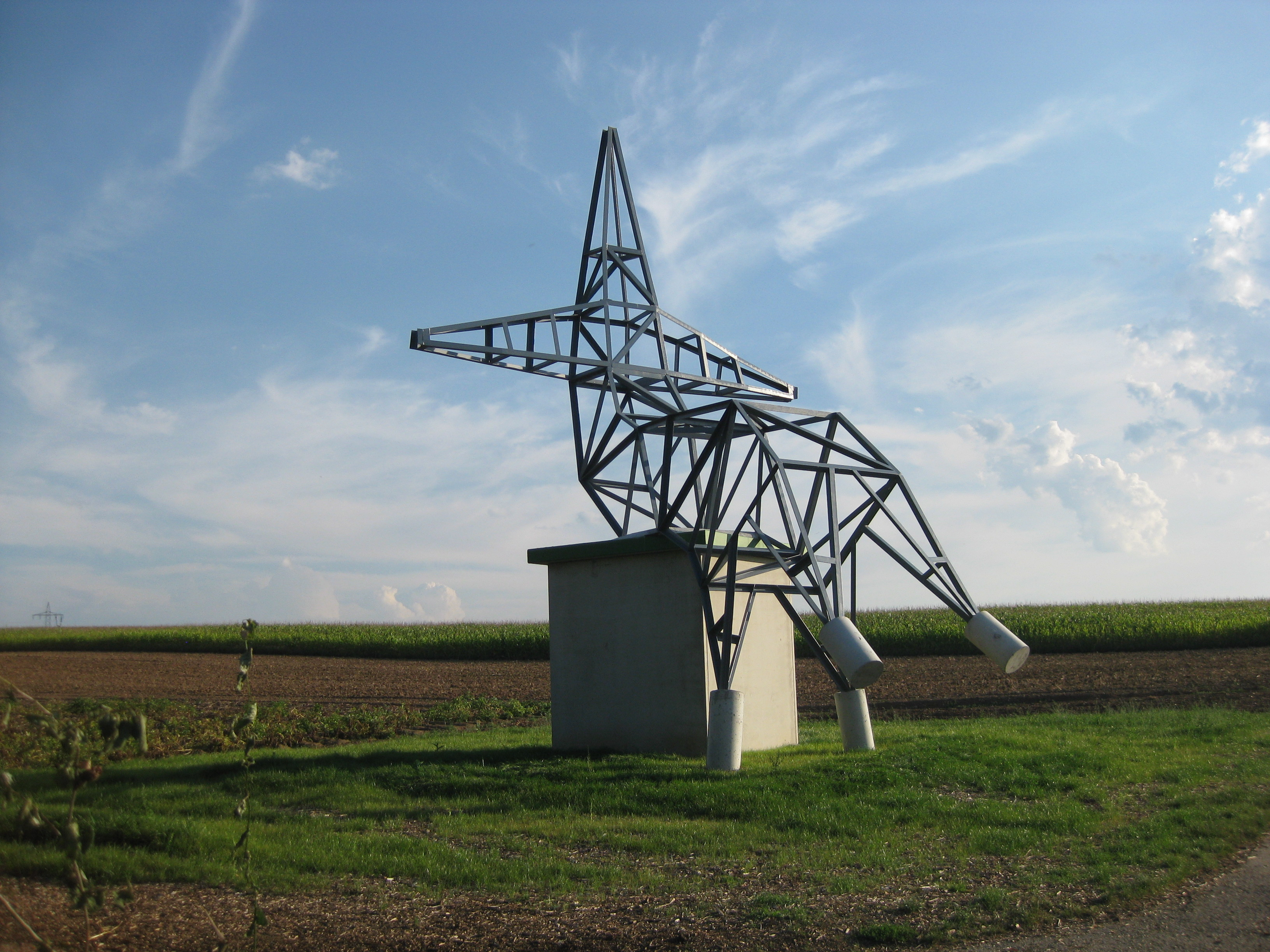
Freizeit/Muße in Fellbach

- 2016: Freizeit/Muße, Besinnungsweg Fellbach
- 2014: Dandy, Frösundavik, Solna, Schweden
- 2013: Travelling Light Public Art Sculpture, an der 96 Avenue NE, Calgary, Kanada 51° 8′ 32,8″ N, 114° 2′ 31,1″ W
- 2013: Zauberlehrling (Oberhausen)
- 2011: Aufschwung, LHI Leasing GmbH, München-Pullach
- 2011: Blatt, Kultur- und Tagungszentrum, Worms
- 2011: Rotkäppchen und..., Universität Potsdam, Potsdam
- 2011: Von Oben, EXPO 2005 Commemorative Park, Aichi (Japan)
- 2011: Brickman, The VÜ, Toronto (Kanada)
- 2010: Receiver, Danmarks Radio (DR Byen), Kopenhagen (Dänemark)
- 2010: Ghost/Unknown Mass, Towada Art Center, Towada (Japan)
- 2010: Running Track, Terwillegar Community Recreation Centre, Edmonton (Kanada)
- 2010: Spiegelball, Vaxjö (Schweden)
- 2009: Drop, VCCEP Vancouver Convention Center, Vancouver (Kanada)
- 2009: Exotics, Stadsplein, Willem Arntsz Huis, Utrecht (Niederlande)
- 2009: Tall Girl, Orchard Central, Singapore
- 2008: Kronleuchter, Rechtsanwaltskanzlei Cederquist, Stockholm (Schweden)
- 2008: LETS GO!, The Main Stadium For 2009 World Games, Kaohsiung (Taiwan)
- 2008: Parcour/Specht, Primarschule Eschen, Liechtenstein
- 2008: Trojaner, Fakultät für Angewandte Informatik, Universität Augsburg
- 2008: Wilde Pferde, KAiAK Kunst + Architektur in Alt-Köpenick, Berlin
- 2007: Place Jean Jaurès, Avenue Jean Jaurès, Paris (Frankreich)
- 2006: Growing Gardener, Osaki Art Village, Tokyo (Japan)
- 2006: Snowman/Snowflake, Vivocity, Singapur
- 2006: Beschränkte Haftung, Institut für Physik der Ernst-Moritz-Arndt-Universität Greifswald
- 2006: Basketballfeld, 3D², Berufsschulzentrum Riesstraße, München
- 2004: Schmuck, Parkhaus am Karlsplatz, Düsseldorf
- 2004: Zebra, Justizvollzugsanstalt Wriezen
- 2002: On Tour,  Vara Konzerthaus, Vara, Schweden
- 2001: Im selben Boot/In internationalen Gewässern, Marinetechnikerschule Parow
- 2001: Bolzplatz, Skulpturenbiennale Münster 2000, Emsdetten
- 2001: Langer Banker, Vorplatz der DEKA Bank, Luxemburg
- 2001: Piercing, Rathaus Heidenheim/Brenz
- 1999: Elstern, Landeszentralbank in Berlin und Brandenburg, Potsdam
- 1999: Laterne, Bahnhofsvorplatz Linköping (Schweden)
- 1995: Einrichten, Magazinstraße 15, Berlin

## Ausstellungen (Auswahl)
- 2008: Inges Idee Projects 2002–2007, Deutscher Künstlerbund Projektraum, Berlin
- 2005: Dein Problem, Urban Art Space, Berlin
- 2000: Kreuzberg, QUOBO Kunst in Berlin 1989–1999, Wanderausstellung des Instituts für Auslandsbeziehungen e.V. (ifa), Berlin
- 2000: temp, Linköpings Konsthall, Linköping (Schweden)
- 1999: Lange Bank, Orangerie im Körnerpark, Berlin